# ナラシンハ

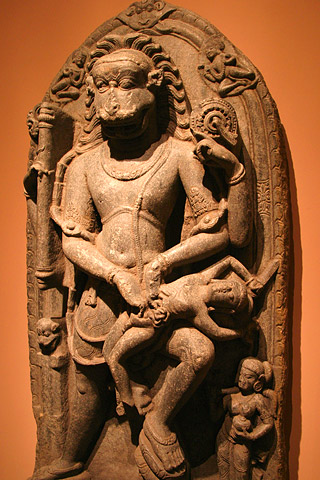
ナラシンハ像。

ナラシンハ（Narasiṃha, サンスクリット: नरसिंह）、あるいはヌリシンハ（Nṛsiṃha, サンスクリット: नृसिंह）、ヌルシンハ (Nṛsiṃha)、は、ヒンドゥー教におけるヴィシュヌの第4のアヴァターラで、ライオンの獣人（Nara=人, siṃha=ライオン）である。アスラ族のヒラニヤカシプを退治したといわれる。

## 概要
ヒラニヤカシプは苦行をブラフマーに認められ、1つの願いを叶えてもらった。その際に願ったのは「神とアスラにも、人と獣にも、昼と夜にも、家の中と外にも、地上でも空中でも、そしてどんな武器にも殺されない体」という念の入ったものだった。
ヴィシュヌは実質不死身の体を得たヒラニヤカシプを倒すため、彼の息子でヴィシュヌ信者のプラフラーダに、夕方の時刻に玄関までヒラニヤカシプを誘導してもらい、ヒラニヤカシプが調子に乗って割った柱の中からライオンの頭をした人間の姿、すなわちナラシンハとして飛び出し、地上でも空中でもない彼の膝の上で、ヒラニヤカシプの体を素手で引き裂いて殺した。

## ギャラリー

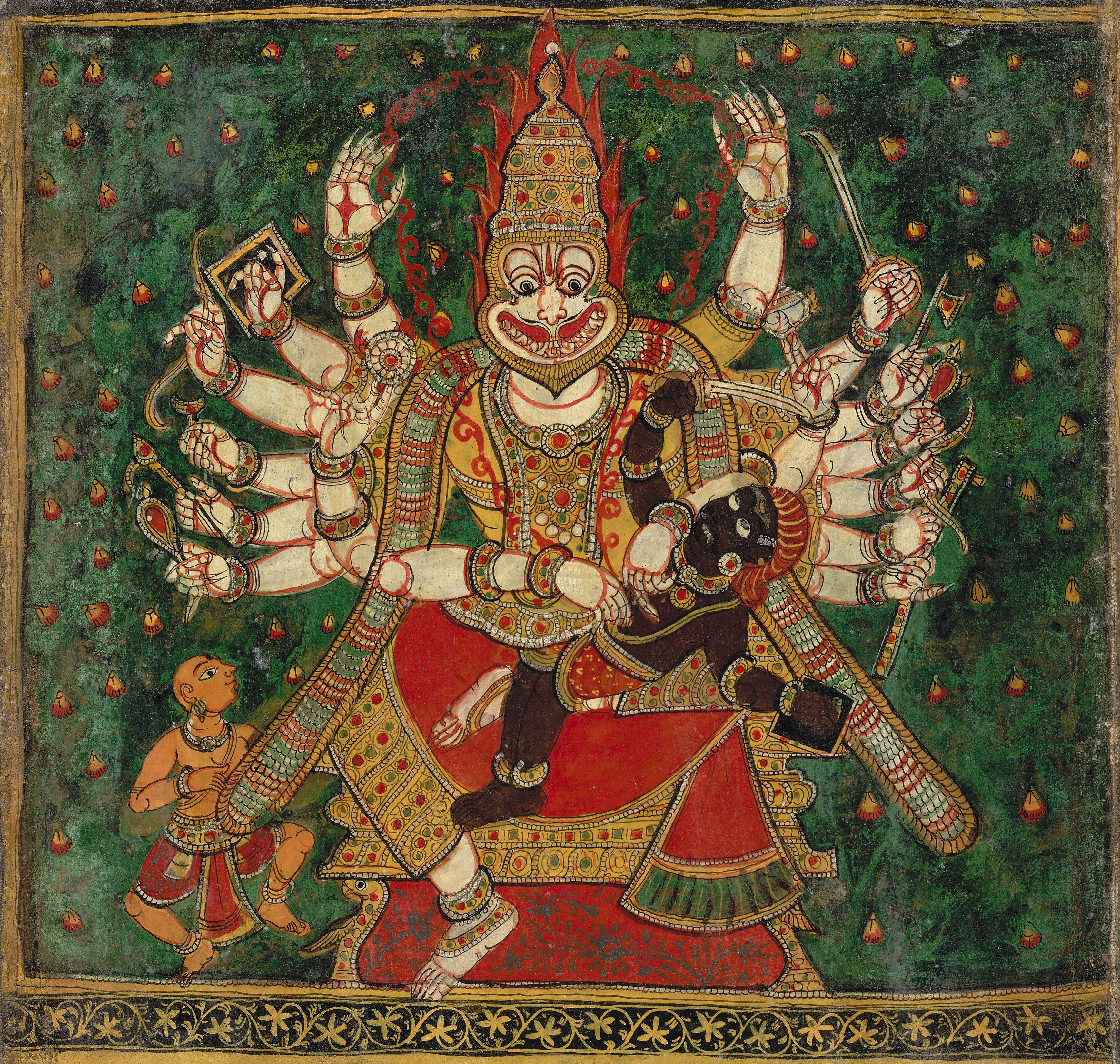
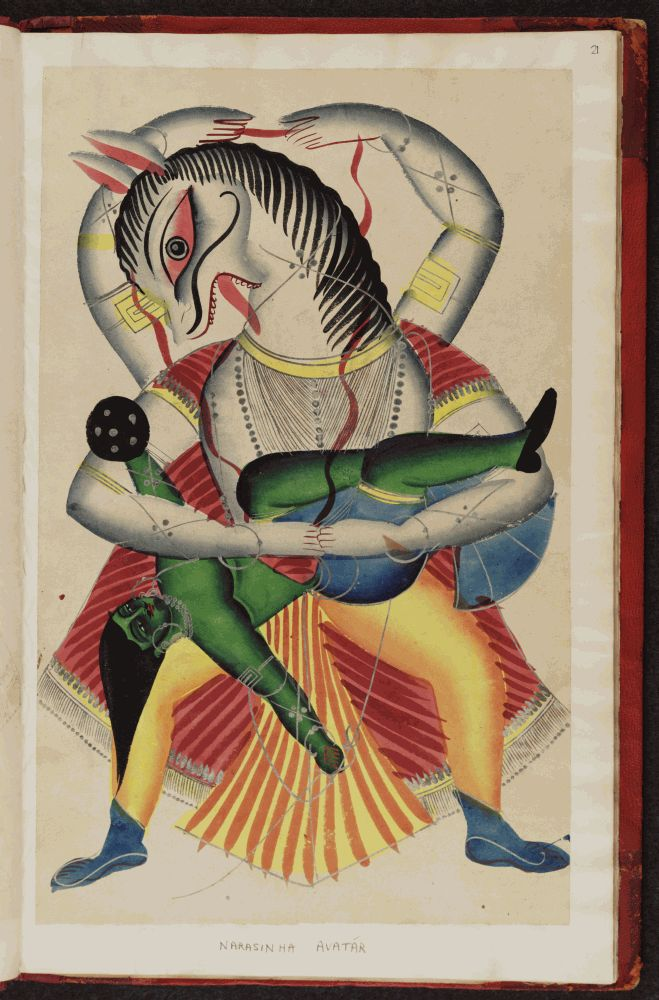
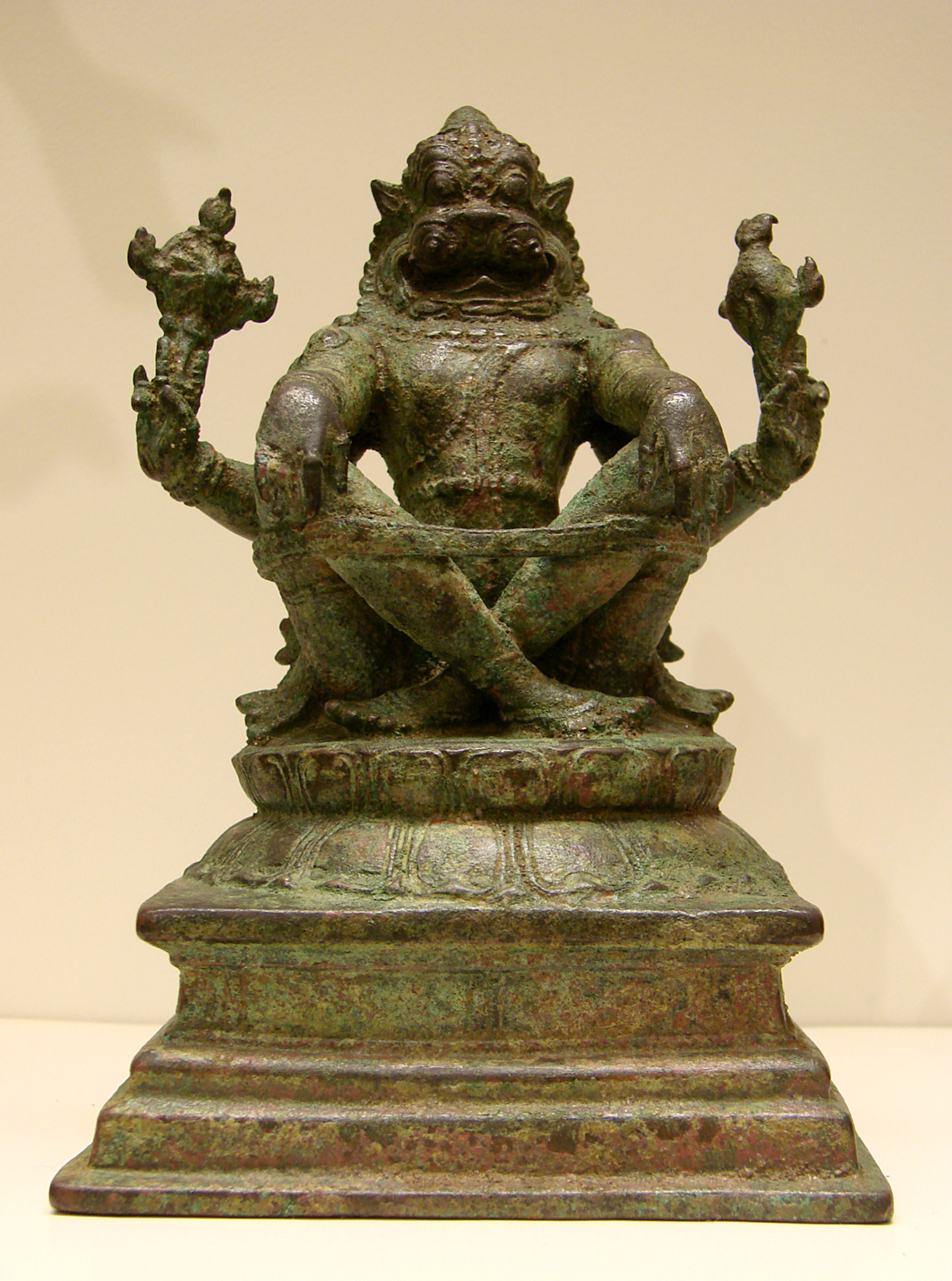
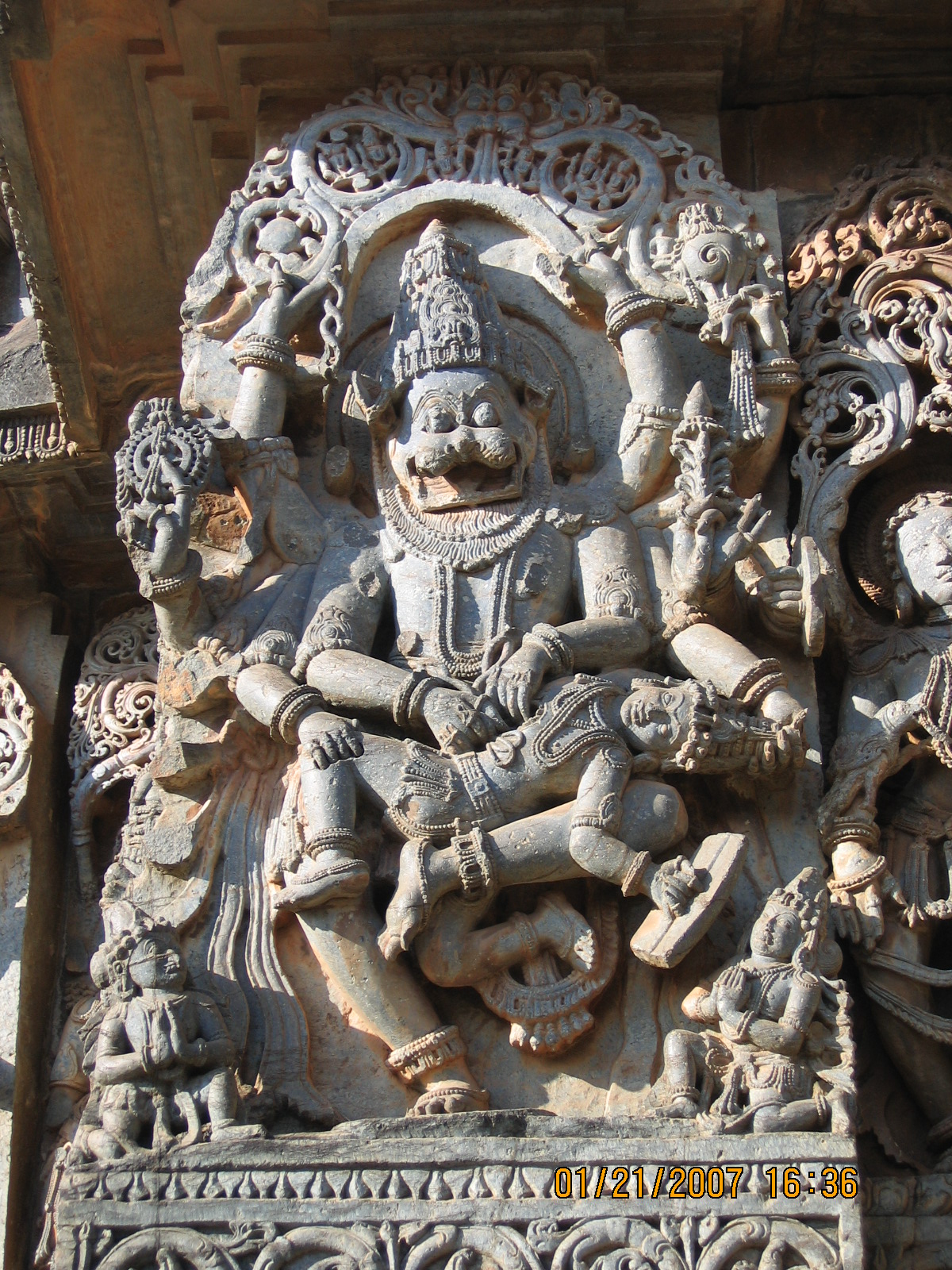
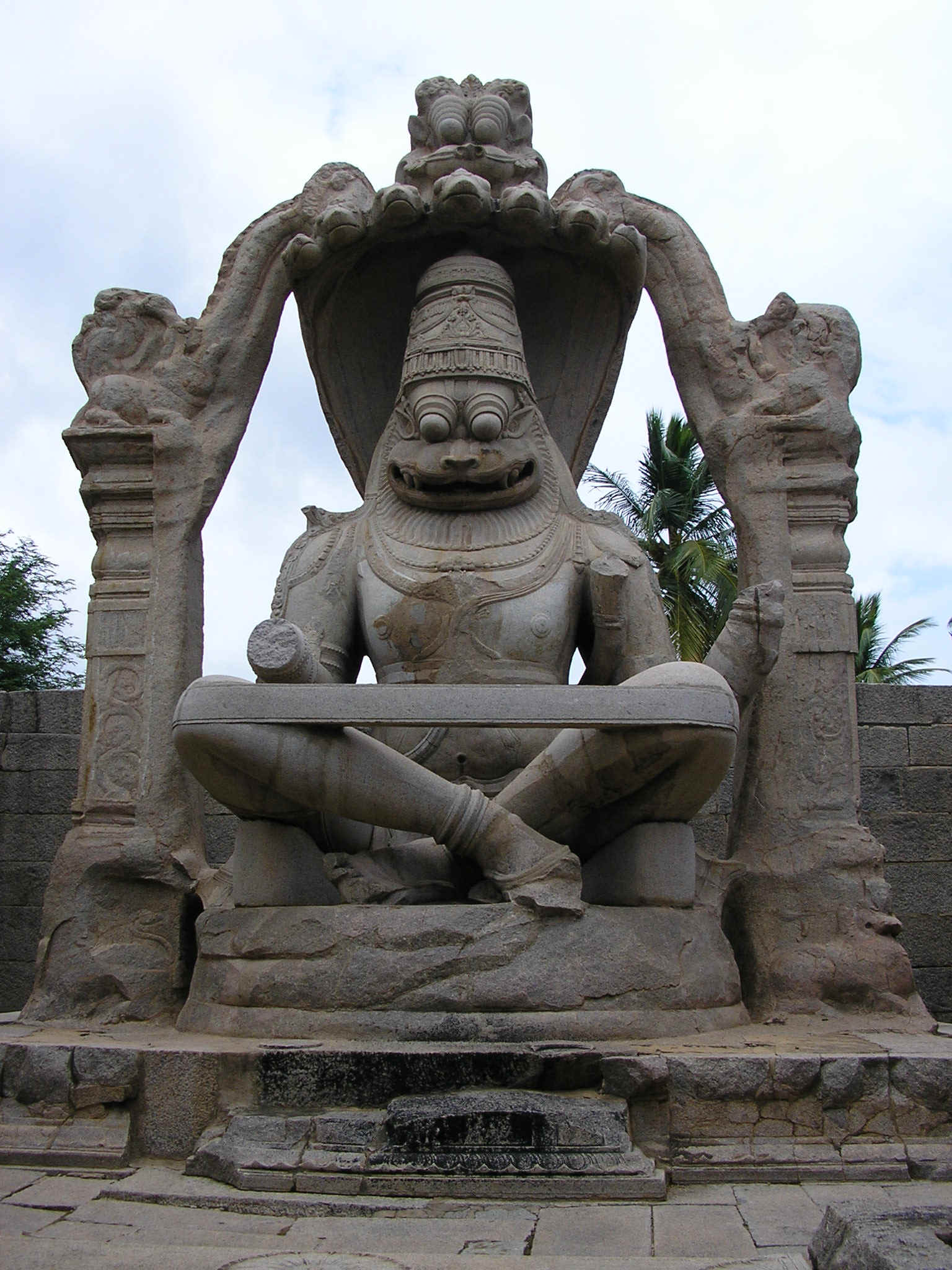